# العلاقات التوفالية النيكاراغوية
العلاقات التوفالية النيكاراغوية هي العلاقات الثنائية التي تجمع بين توفالو ونيكاراغوا.

## مقارنة بين البلدين
هذه مقارنة عامة ومرجعية للدولتين:
| وجه المقارنة                                              | توفالو                         | نيكاراغوا        |
| --------------------------------------------------------- | ------------------------------ | ---------------- |
| المساحة (كم2)                                             | 26                             | 130.38 ألف       |
| عدد السكان (نسمة)                                         | 11.19 ألف                      | 6.22 مليون       |
| الكثافة السكانية (ن./كم²)                                 | 43.04 ألف                      | 47.71            |
| العاصمة                                                   | فونافوتي                       | ماناغوا          |
| اللغة الرسمية                                             | اللغة التوفالوية، لغة إنجليزية | اللغة الإسبانية  |
| العملة                                                    | دولار توفالو                   | كوردبا نيكاراغوا |
| الناتج المحلي الإجمالي (بليون دولار)                      | 39.73 مليون                    | 13.81 مليار      |
| الناتج المحلي الإجمالي (تعادل القوة الشرائية) بليون دولار | 38.93 مليون                    | 31.63 مليار      |
| الناتج المحلي الإجمالي الاسمي للفرد دولار أمريكي          | 3.29 ألف                       | 2.09 ألف         |
| الناتج المحلي الإجمالي للفرد دولار أمريكي                 | 3.77 ألف                       | 4.92 ألف         |
| مؤشر التنمية البشرية                                      |                                | 0.631            |
| رمز المكالمات الدولي                                      | +688                           | +505             |
| رمز الإنترنت                                              | .tv                            | .ni              |
| المنطقة الزمنية                                           | ت ع م+12:00                    | 00               |

## منظمات دولية مشتركة
يشترك البلدان في عضوية مجموعة من المنظمات الدولية، منها:
| علم المنظمة | اسم المنظمة                   | تاريخ انضمام توفالو | تاريخ انضمام نيكاراغوا |
| ----------- | ----------------------------- | ------------------- | ---------------------- |
|             | الاتحاد الدولي للاتصالات      | 15 أغسطس 1996       | 12 مايو 1926           |
|             | مؤسسة التنمية الدولية         | 24 يونيو 2010       | 30 ديسمبر 1960         |
|             | يونسكو                        | 21 أكتوبر 1991      | 22 فبراير 1952         |
|             | منظمة حظر الأسلحة الكيميائية  | ?                   | ?                      |
|             | الأمم المتحدة                 | 5 سبتمبر 2000       | 24 أكتوبر 1945         |
|             | الاتحاد البريدي العالمي       | ?                   | ?                      |
|             | البنك الدولي للإنشاء والتعمير | 24 يونيو 2010       | 14 مارس 1946           |

## وصلات خارجية
- موقع وزارة الخارجية النيكاراغوية